# Junko Matsuura
Junko Matsuura (松浦淳子?, Matsuura Junko; Tokyo, 20 giugno 1964) è un'ex cestista giapponese.

## Carriera
Con il Giappone ha disputato i Campionati del mondo del 1983.